# Carlia ailanpalai
Carlia ailanpalai är en ödleart som beskrevs av  George R. Zug 2004. Carlia ailanpalai ingår i släktet Carlia och familjen skinkar. Inga underarter finns listade.